# Nanyang Technological University
Nanyang Technological University (NTU) je univerzita v Singapuru. Times Higher Education ji v roce 2015 vyhlásil za nejrychleji rozvíjející se mladou univerzitu. V roce 2018 byla zvolena QS University Rankings 12. nejlepší univerzitou světa a nejlepší univerzitou v Asii. Její nejznámější fakulty jsou fakulta inženýrství a fakulta obchodu.

## Historie
Hlavní část kampusu NTU má 2 km² a sousedí s rezidenčním městem Jurong West. NTU byla založena v roce 1955. V roce 1980 došlo ke spojení se současnou National University of Singapore. O rok později byl založen Nanyang Technological Institute (NTI), který měl za cíl vzdělat většinu inženýrů Singapuru. NTI se postupně rozrostl natolik, že se z něho v roce 1991 stala samostatná univerzita Nanyang Technological University (NTU).
V roce 2013 byla ve spolupráci s Imperial College London založena Lee Kong Chian School of Medicine.

## Galerie

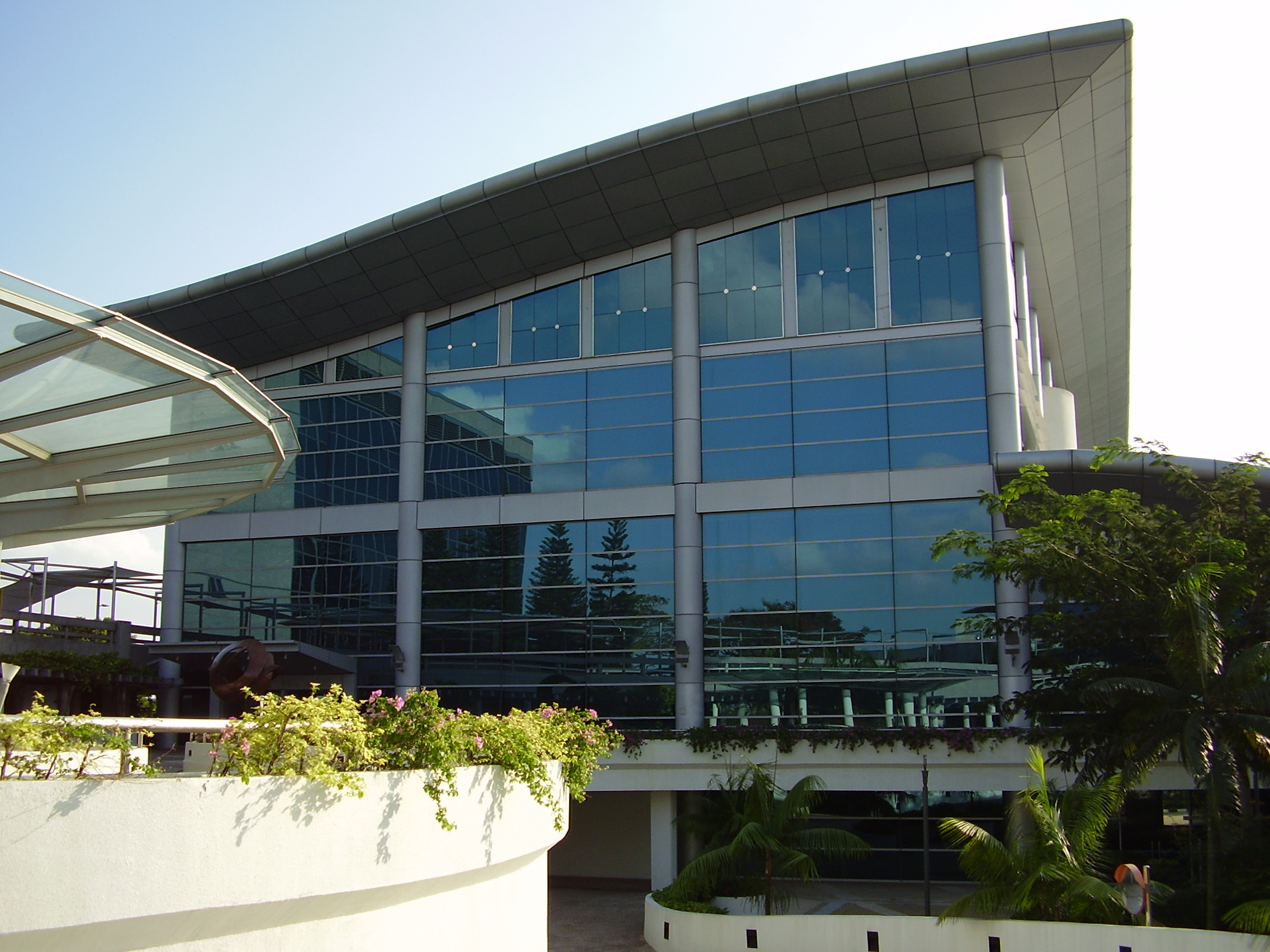
Posluchárna
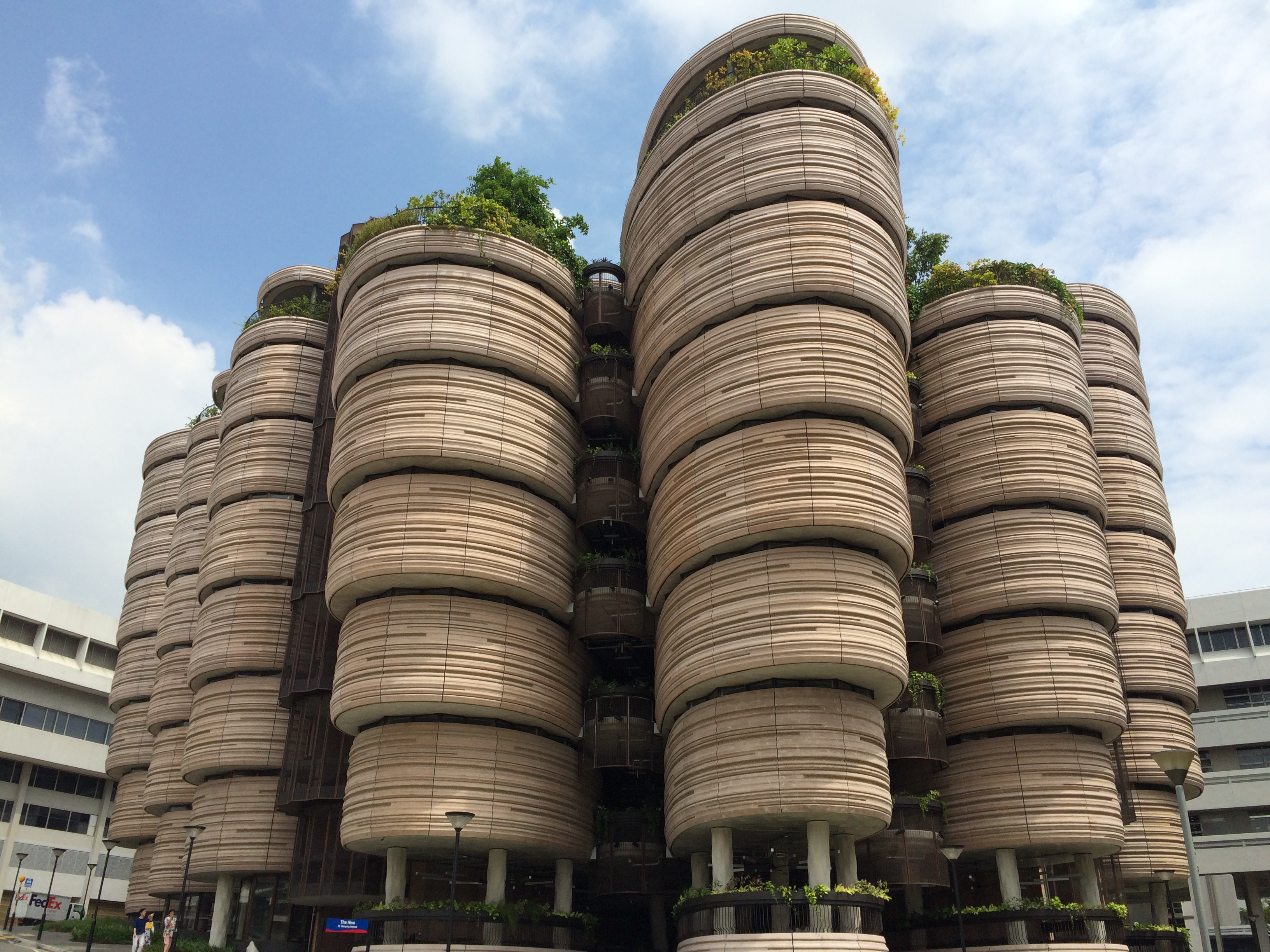
The Hive (v překladu Úl)
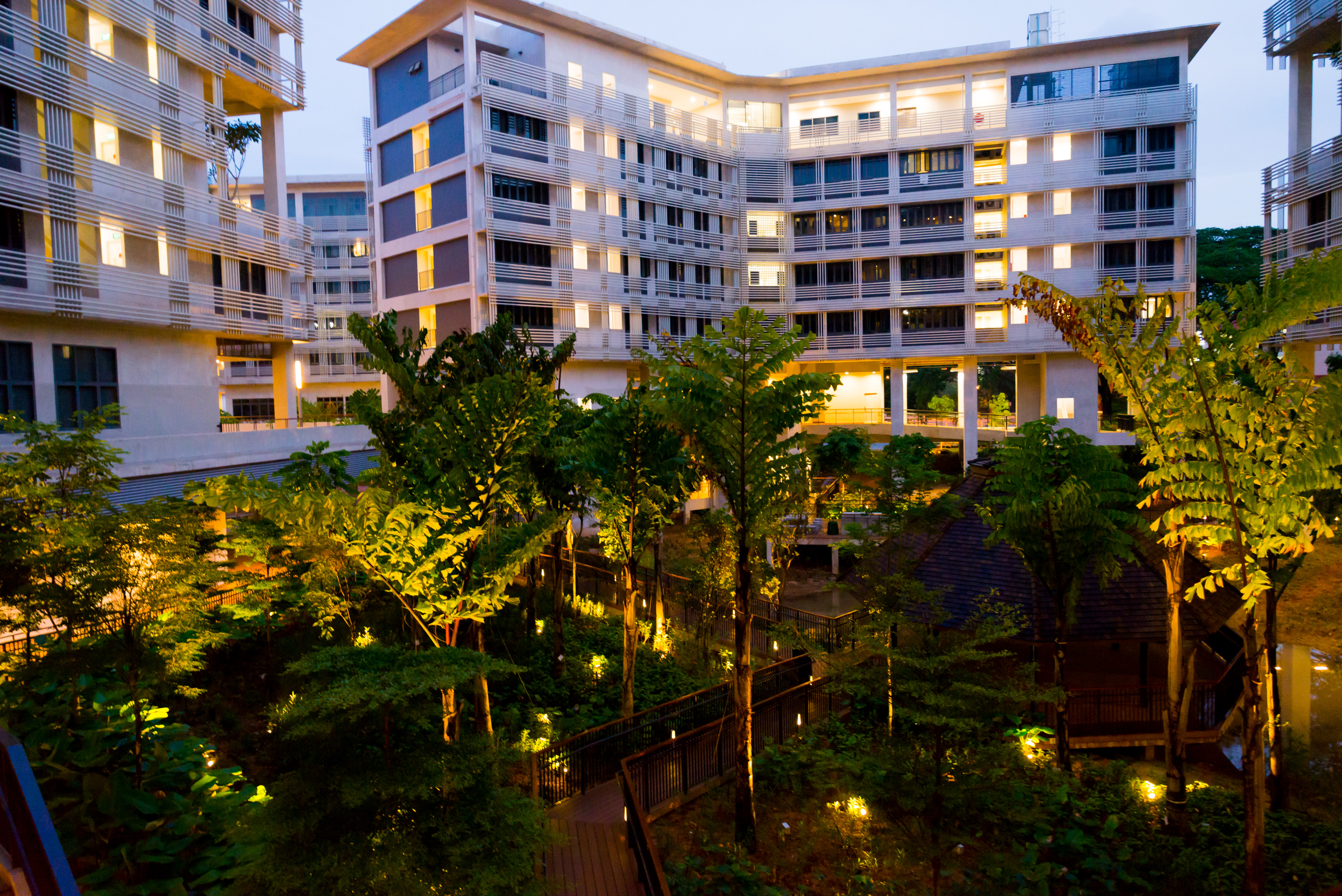
Koleje CresPion